# ふじっこちゃん
ふじっこちゃんは、徳島県石井町のマスコットキャラクター（ゆるキャラ）である。

## 概要
2011年（平成23年）3月18日に石井町のイメージキャラクターとして誕生。石井町の花である「藤」がモチーフの妖精で、藤の花をかたどった髪型と羽が特徴である。
2013年（平成25年）8月には徳島県出身のシンガーソングライターである福富弥生によってイメージソングが制作された。
ゆるキャラグランプリには2012年よりエントリーしている。初年は県内1位の得票数となり、マスメディアにも採り上げられた。
キャラクターのアテンド役を兼ねて、同キャラのコスプレをした「リアルふじっこちゃん」が同行する場合があり、同町の女性職員のほか四国大学コスプレ部が担当している。

### 沿革
- 2011年（平成23年）3月18日 - ふじっこちゃんが誕生する。
- 2012年（平成24年）11月 - 「ゆるキャラグランプリ2012」において、県内からエントリーしたキャラクターで最多得票を得る（34,755ポイント、全体では865体のうち36位）。
- 2013年（平成25年）8月 - 福富弥生によりイメージソングが制作され発表される。

## プロフィール
- 名前：ふじっこちゃん
- デザイン作者：同県阿南市在住の女性
- 愛称命名者：石井町在住の女性
- 生誕地：石井町
- 誕生日：3月18日
- 性別：不明
- 年齢：5歳
- 性格：少しのんびり屋だけど人なつっこく、誰とでもすぐ友達になれる
- 趣味：
- 特技：花づくり
- 体型：藤の花をかたどった髪の毛と、どこにでも飛んでいける羽
- 職業：公務員
- 資格：
- 設定：

## イメージソング
愛くるしい妖精ふじっこちゃん
- 作詞・作曲：福富弥生